# قنادی ناتلی
قنادی ناتلی از قدیمی‌ترین شیرینی‌فروشی‌های شهر تهران محسوب می‌شود.

## پیشینه
نسل اول قنادی ناتلی در سال ۱۳۱۴ در شهر تفلیس در گرجستان پایه‌گذاری شد که محصولاتش شیرینی سنتی و محلی گرجستان با نام کامفت بود. در پایان جنگ جهانی دوم، پایه‌گذار ناتلی به تبریز مهاجرت کرد و اولین شعبه این قنادی در خیابان تربیت تبریز با نام «قنادی وطن» افتتاح شد. شعبه دیگری از این قنادی در سال ۱۳۴۳ در تقاطع خیابان انقلاب و خیابان جمهوری در تهران تأسیس شد و شعبه دوم آن در خیابان انقلاب روبه‌روی لاله‌زار با اسم «قنادی ورسای» افتتاح شد. با ادغام هر دو قنادی در خیابان سهروردی، «قنادی ناتالی» تأسیس شد که در سال ۱۳۸۹ به «ناتلی» تغییر نام داد. قنادی شعبه دیگری نیز در محدوده ونک دارد.